# Callistemon lanceolatus
Callistemon lanceolatus är en myrtenväxtart som först beskrevs av James Edward Smith, och fick sitt nu gällande namn av Robert Sweet. Callistemon lanceolatus ingår i släktet lampborstar, och familjen myrtenväxter. Inga underarter finns listade i Catalogue of Life.

## Bildgalleri

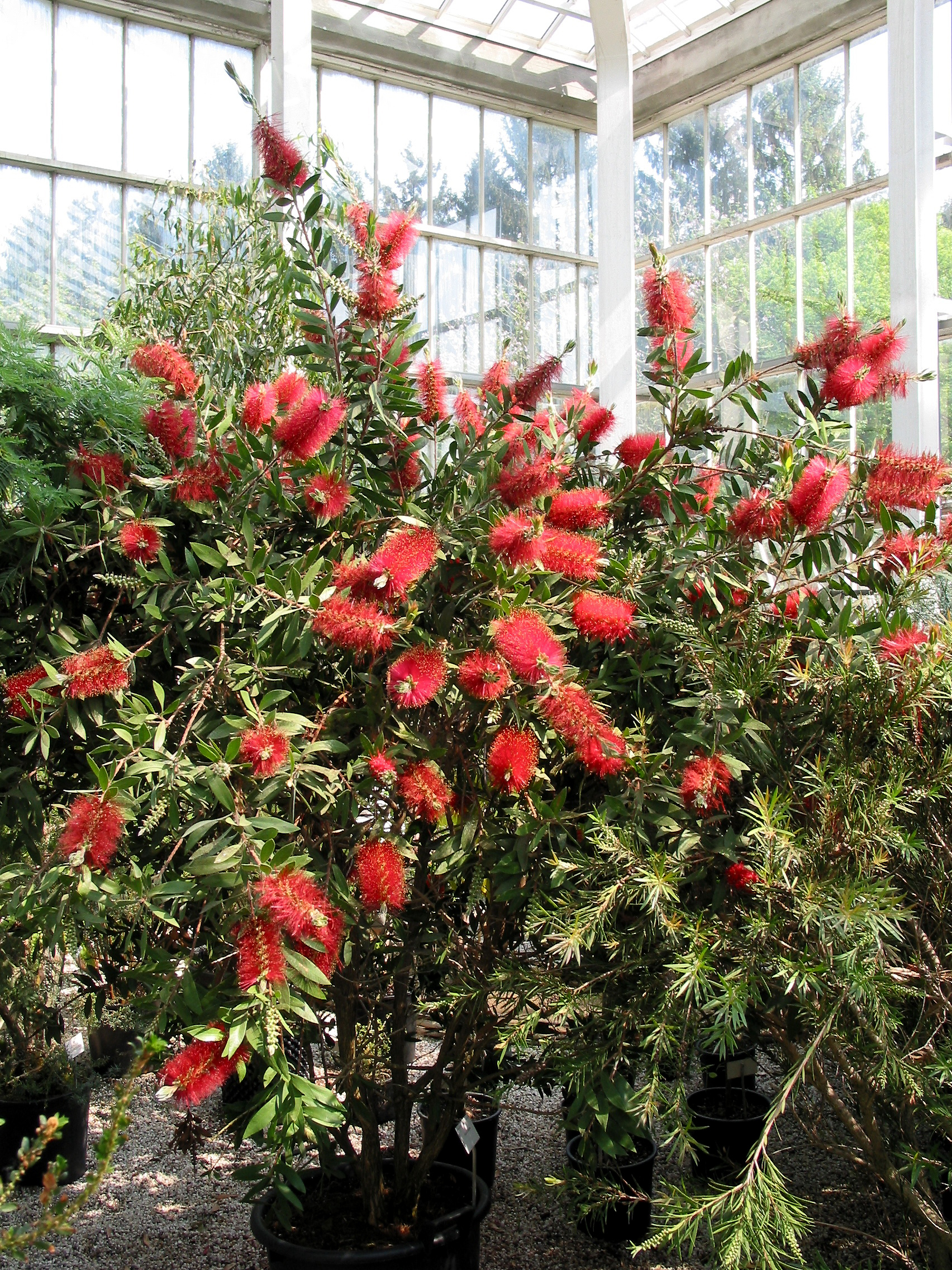